# Cardenden
Cardenden est une ville située dans le Fife, en Écosse. En 2020 la population de Cardenden est estimée à 5 190 habitants.